# Flygbussarna
Flygbussarna è una compagnia privata di autobus che serve alcuni aeroporti in Svezia.
Ha sede a Stoccolma presso il Cityterminalen.

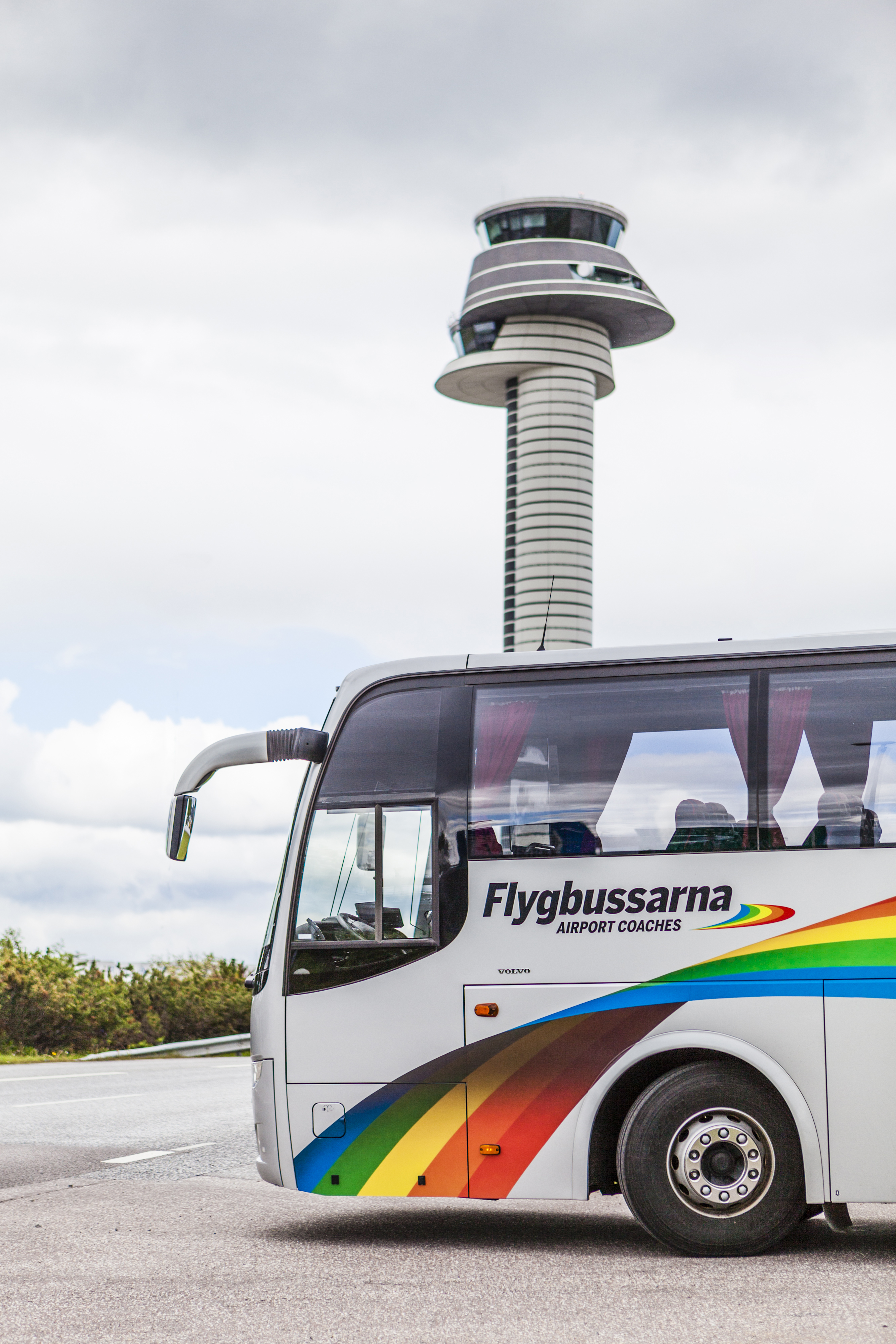
Flygbuss visto dalla torre di controllo dell'Aeroporto di Stoccolma-Arlanda.

## Aeroporti e città servite
Flygbussarna serve e collega 8 aeroporti e 2 porti:
Aeroporti:
- Aeroporto di Stoccolma-Arlanda – Stoccolma (Cityterminalen)
- Aeroporto di Stoccolma-Bromma – Stoccolma (Cityterminalen)
- Aeroporto di Stoccolma-Skavsta – Stoccolma (Cityterminalen) / Linköping / Norrköping
- Aeroporto di Stoccolma-Västerås – Stoccolma (Cityterminalen)
- Aeroporto di Göteborg-Landvetter – Göteborg (Nils Ericson Terminal)
- Aeroporto di Göteborg-City – Göteborg (Nils Ericson Terminal)
- Aeroporto di Malmö-Sturup – Malmö (centralstation) / Lund
- Aeroporto di Visby – Visby (operativo in estate)

Porti:
- Porto di Nynäshamn - Stoccolma Cityterminalen (per traghetti Destination Gotland)
- Stoccolma Stadsgården - Stoccolma Cityterminalen (per traghetti Viking Line)